# Didier Dinart
Didier Dinart (Pointe-à-Pitre, 18 januari 1977) is een voormalig Frans handballer.

## Statistieken

### Frankrijk
- Eerste wedstrijd: 20 december 1996 tegen  Kroatië.
- Totaal 379 wedstrijden.
- Totaal 162 goals.
- 5 rode kaarten.

## Prijzen

### Met clubs
- Frans kampioen (6): 1998, 1999, 2000, 2002, 2003 (met Montpellier HB), 2013 (met PSG Handball)
- Franse beker (5): 1999, 2000, 2001, 2002, 2003 (met Montpellier HB)
- Spaans kampioen (5): 2004, 2007, 2008, 2009, 2010 (met BM Atletico Madrid)
- Spaanse beker (3): 2004, 2008, 2011 (met BM Atletico Madrid)
- Spaanse supercup (2): 2004, 2008 (met BM Atletico Madrid)
- Copa ASOBAL (5): 2004, 2005, 2006, 2007, 2009 (met BM Atletico Madrid)

### Met Frankrijk
| Mondiaal          |    |                                            |
| Olympische Spelen | 2x | (2008), (2012)                             |
| WK handbal        | 5x | (2001) · (2003) · (2005) · (2009) · (2011) |
| EK handbal        | 3x | (2006), (2008), (2010)                     |

| Logo van de Olympische Spelen | Goud | Zilver | Brons | Logo van de Olympische Spelen |
|                               | 2    | 0      | 0     |                               |

2. Jérôme Fernandez ·
3. Didier Dinart ·
4. Cédric Burdet ·
5. Guillaume Gille ·
6. Bertrand Gille ·
8. Daniel Narcisse ·
11. Olivier Girault ·
12. Daouda Karaboué ·
13. Nikola Karabatić ·
14. Cristophe Kempe ·
16. Thierry Omeyer ·
18. Joël Abati ·
19. Luc Abalo ·
21. Michaël Guigou ·
26. Cédric Paty ·
Coach: Claude Onesta
2. Jérôme Fernandez ·
3. Didier Dinart ·
4. Xavier Barachet ·
5. Guillaume Gille ·
6. Bertrand Gille ·
8. Daniel Narcisse ·
9. Guillaume Joli ·
11. Samuel Honrubia ·
12. Daouda Karaboué ·
13. Nikola Karabatić ·
16. Thierry Omeyer ·
18. William Accambray ·
19. Luc Abalo ·
20. Cédric Sorhaindo ·
21. Michaël Guigou ·
Coach: Claude Onesta
- Bibliothèque nationale de France: cb16640828f (data)
- International Standard Name Identifier: 0000 0003 9423 6243
- Système universitaire de documentation: 165991747
- Virtual International Authority File: 288710710